# José Luis Dorronsoro

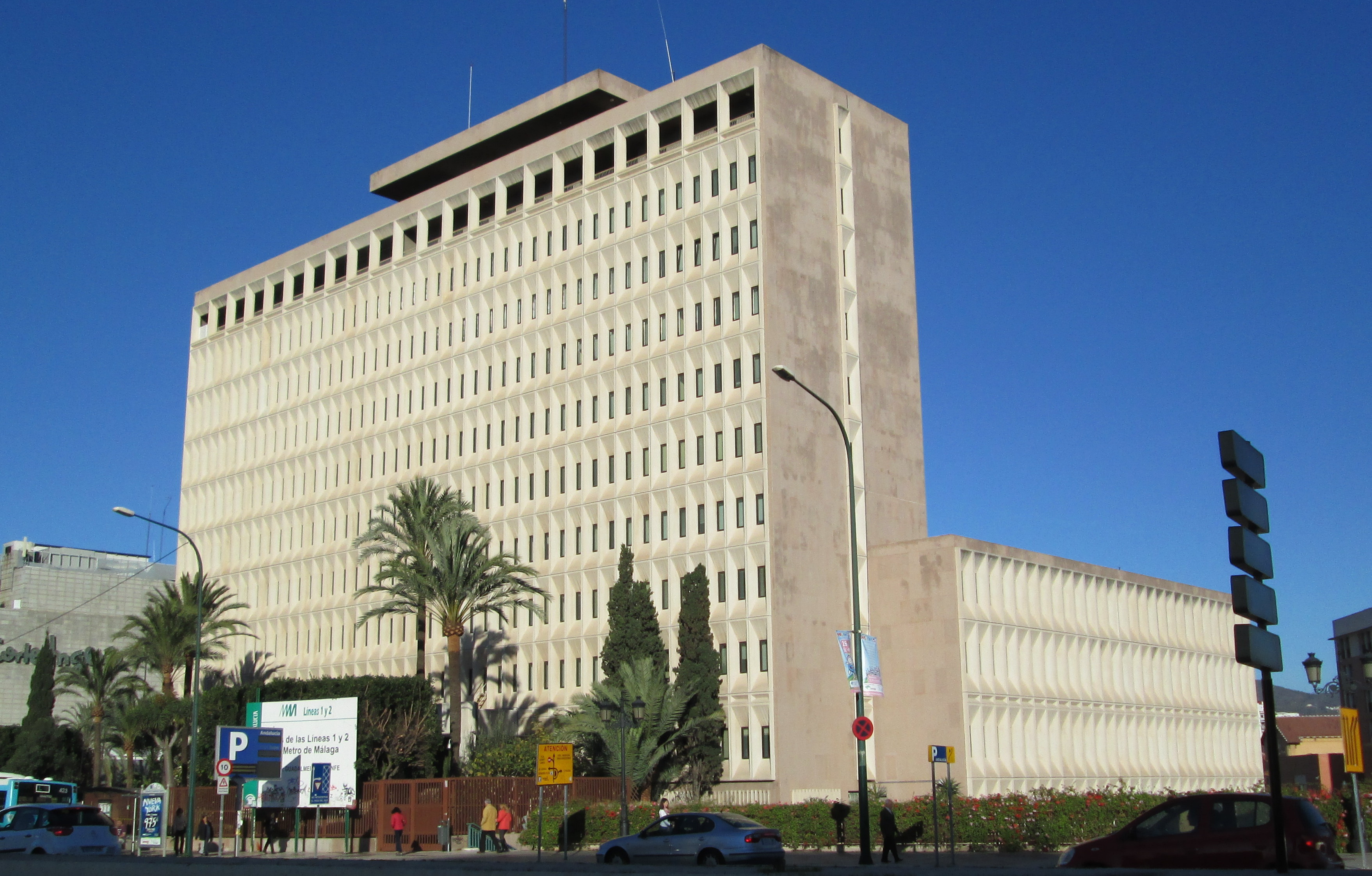
Delegación de Hacienda de Málaga.

José Luis Dorronsoro Fernández (1929 - 2001) fue un arquitecto español. 
Graduado por la Escuela Superior de Arquitectura de Madrid en 1957, se estableció en Málaga en 1965, donde desarrolló gran parte de su labor profesional en un momento en el que la ciudad experimentaba un fuerte crecimiento constructivo por el auge del turismo. Sus edificaciones más conocidas están relacionadas con la gran operación urbanística de la prolongación de la Alameda, especialmente la sede de la Delegación de Hacienda (1979), diseñada junto a Eduardo Caballero, y el Edificio de la Cooperativa de Aviación (1977), en el que trabajó junto a Antonio Luque.